# Caloperdix oculeus
La pernice tabaccata (Caloperdix oculeus (Temminck, 1815)) è un uccello galliforme della famiglia dei Fasianidi. È l'unica specie nota del genere Caloperdix.

## Descrizione
È una galliforme di media taglia, lungo 27–32 cm, con un peso di 190-230 g.

## Distribuzione e habitat
L'areale della specie si estende dal Myanmar e dalla Thailandia attraverso la penisola malese sino a Sumatra e al Borneo.

## Tassonomia
Sono note tre sottospecie:
- Caloperdix oculeus oculeus (Temminck , 1815)
- Caloperdix oculeus ocellata (Raffles, 1822)
- Caloperdix oculeus borneensis Ogilvie-Grant, 1892

## Conservazione
La IUCN Red List classifica Caloperdix oculeus come specie prossima alla minaccia di estinzione (Near Threatened).